# Pipanacoctomys aureus
Pipanacoctomys aureus és una espècie de mamífer rosegador histricomorf de la família Octodontidae, l'única del gènere Pipanacoctomys. Es coneix a la província de Catamarca, en el nord-oest de l'Argentina, on solament se n'han vist espècimens en el Salar de Pipanaco. El gènere rep el seu nom del Salar de Pipanaco, i octo per la forma en figura octogonal de la seva dentadura.